# Gimlé
În mitologia nordică, Gimlé (sau Gimli, cum se spune în islandeză) este un loc în care se prezice că vor trăi drepții supraviețuitori ai Ragnarökului. Este menționat în Proza Edda⁠(d) și în poemul eddic „Völuspá⁠(d)” și descris ca fiind cel mai frumos loc din Asgard, mai frumos decât soarele.

## Etimologie
Etimologia numelui Gimli duce probabil către două elemente din nordica veche: gimr „foc” și hlé „loc protejat”, ceea ce ar face ca „Gimli” să însemne „loc protejat de foc”.
În opinia savantului Lee M. Hollander⁠(d), ar fi mai probabil să însemne „acoperiș de pietre prețioase”.

## Descrieri
În Asgard, tărâmul zeilor, Gimlé este o clădire cu acoperiș de aur unde merg oamenii drepți când mor. În proza Edda, Snorri Sturluson o plasează în Víðbláinn⁠(d), pe care el îl descrie drept al treilea cer locuit în prezent doar de elfii luminii⁠(d). În „Völuspá”, pe care o citează într-una dintre relatările sale despre Gimlé, clădirea s-ar afla pe Gimlé, probabil un munte, și nu s-ar numi ea însăși Gimlé.
Snorri îl prezintă pe Gimlé ca pe un paradis păgân⁠(d). Unii savanți, inclusiv Hollander și Rudolf Simek⁠(d), consideră că descrierea lui Gimlé ar fi influențată de Ierusalimul ceresc creștin. Ursula Dronke⁠(d) a sugerat că, în timp ce conceptul de paradis în care „oștile” celor drepți trăiesc împreună se bazează pe Valhalla păgână, poetul „Völuspá” sau asociații săi au inventat numele de „Gimlé” cu referire la ideea că locl îi protejează pe cei binecuvântați de focul lui Surtr de la Ragnarök, dar de iadul creștin.